# 寶拉·希特勒
寶拉·希特勒（德語：Paula Hitler，1896年1月21日—1960年6月1日）是阿洛伊斯·希特勒與克拉拉·希特勒最小的孩子，德國元首阿道夫·希特勒的妹妹。出生於奧地利菲施爾哈姆。
在二戰期間，寶拉·希特勒在野外醫院擔任助理，她並沒有加入納粹黨。二戰結束後她將自己的名字改為寶拉·沃夫（Paula Wolff）。1959年她接受英國ITV節目聯合-麗的的訪談，隔年她在巴伐利亞柯尼希湖畔舍瑙去世。